# Gilera DNA
Il Gilera DNA è uno scooter della casa motociclistica Gilera in commercio a partire dal 2000, ma presentata alcuni mesi prima al salone di Ginevra.

## Il contesto
È stata prodotta in tre differenti motorizzazioni: Piaggio 50 cm³ a 2 tempi, e 125 / 180 cm³ 4 tempi, tutte a carburatore. Le colorazioni erano tre (rossa, gialla e nera) disponibili in stile normale o racing (cioè con adesivi dal look decisamente aggressivo).
Nel 2006 la versione 50 cm³ ha subito un restyling per quanto riguarda il manubrio anteriore e la colorazione.

## Descrizione
Il telaio (in trafilato di acciaio) adotta soluzioni tecniche innovative per la sua categoria: di tipo culla aperta, a doppia trave discendente, è lo stesso per tutte e tre le motorizzazioni, con una sola differenza: le due maggiori montano due ammortizzatori posteriori (uno per parte). Tuttavia l'alloggio destro è presente anche nei telai destinati al motore 50, seppur inutilizzato.
Per quanto riguarda la ciclistica, la scelta dei cerchioni, da 14", ricade sulla lega d'alluminio pressofusa 3,50x14 (pneumatico Tubeless 120/70-14 per l'anteriore e 140/70-14 per il posteriore); il disco anteriore e il disco posteriore, entrambi autoventilati rispettivamente da 240 mm e da 200 mm, sono abbinati a pinze Grimeca o Brembo; le forcelle sono di tipo idraulico con steli da 35 mm.
Con un peso di 125 kg a secco (110 per il 50 cm³) e dimensioni di 189x72x78 cm, la moto si dimostra abbastanza agile anche in mezzo al traffico e nelle piccole manovre.
La strumentazione del DNA presenta un contagiri analogico e un cruscotto completamente digitale, che permette in un colpo solo di tenere sotto controllo lo status del veicolo. Entrambi sono perfettamente integrati nel cupolino anteriore.
Il serbatoio è in realtà posizionato molto più in basso del solito, lasciando spazio ad un voluminoso vano portacasco. Anche la sella è removibile, e copre il vano batteria, il serbatoio dell'olio (per la versione 2t), e un piccolo vano quadrato di plastica di circa 12 cm utile per ospitare i documenti o un bloccadisco. Il serbatoio ha una capacità di 10 litri, di cui 2 litri di riserva. Per la motorizzazione due tempi, il serbatoio dell'olio può contenere 1,2l di lubrificante.
La benzina viene portata in alto mediante un'apposita pompa, in un piccolo pre-serbatoio (con ritorno) da circa 40 cm³. Da qui, per depressione, raggiunge il carburatore.
Il cambio è automatico, di tipo CVT comune a tutti gli scooter, pertanto entrambe le leve sul manubrio sono destinate all'impianto frenante.
La moto non presenta un vero e proprio impianto elettrico, in quanto il lampeggiamento degli indicatori di direzione, il caricamento batteria e l'attivazione di alcune funzioni/luci, è gestito dal regolatore di tensione (di produzione Magneti Marelli a 8 poli, molto comune tra gli scooter di derivazione Piaggio).
Il veicolo viene predisposto per il rapido montaggio di un antifurto (acquistabile separatamente), da collegare ad un morsetto di cavi nascosto sotto la sella.